# Heart of a Dog
Heart of a Dog (prt: Coração de Cão; bra: Coração de Cachorro) é um documentário estado-unidense do género drama, realizado por Laurie Anderson. Foi exibido em competição na septuagésima segunda edição do Festival de Veneza, após a estreia no Festival de Cinema de Telluride a 4 de setembro de 2015. O filme foi comissionado pela Arte. Foi nomeado para o prémio de melhor documentário no Independent Spirit Awards, e para o Óscar de melhor documentário de longa-metragem a 1 de dezembro de 2015. Estreou-se em Portugal a 24 de dezembro de 2015, e no Brasil estreia a 14 de janeiro de 2016.

## Banda sonora
O álbum da banda sonora homónima foi lançado pela Nonesuch Records a 23 de outubro de 2015. Numa revisão de quatro estrelas, o crítico da AllMusic, Mark Deming, disse: "um álbum que só Laurie Anderson faria, assim como o seu senso de alegria e tragédia a distinguem de sua obra mais conhecida". Andy Gill do jornal The Independent considerou as observações de Anderson numa variedade de temas "alternadamente lunáticos, sinistros, tristes e engraçados, bem como surpreendentemente educacionais" sobre "uma banda sonora profundamente comovente". Robert Christgau da revista Noisey, deu uma classificação "A+" e considerou a sua melhor obra, porque "acumula poder e complexidade" com escutas repetidas, "75 minutos de baixa densidade, mas com contos deslumbrantes e adequadamente orquestrados... sobre a vida e a morte, e o que chega no meio quando fazemos a coisa certa, que é amar."